# Náhrdelník

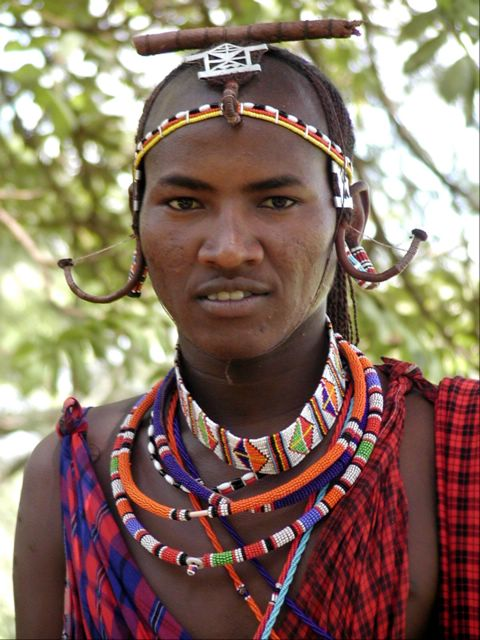
Muž z Keni s tradiční ozdobou

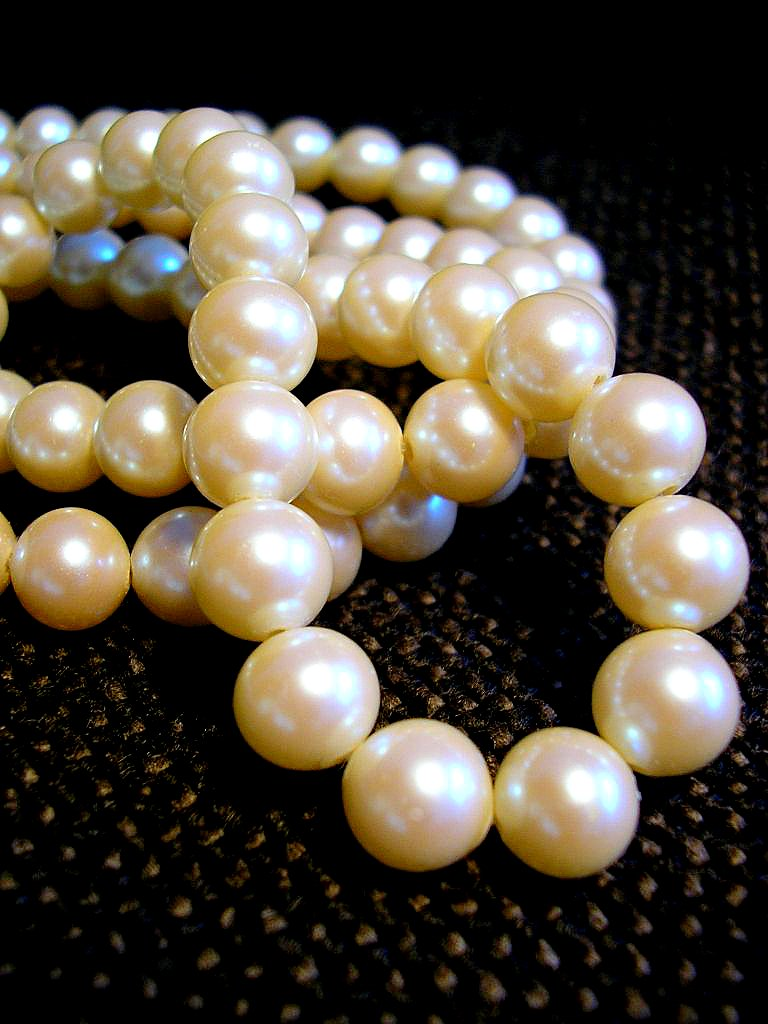
Perlový náhrdelník

Náhrdelník (koliér) je šperk, který se nosí kolem krku. Může to být pevná, obvykle kovová obroučka, ozdobný řetízek, anebo jej tvoří perly, korálky a mušle, navlečené na šňůře či řemínku. Těsnější náhrdelníky jsou opatřeny závěrem, volnější se navlékají přes hlavu.

## Popis
Pevný náhrdelník má obvykle tvar kruhu a je tvořen dutou trubičkou z drahého kovu. Uprostřed mívá drobnou stěžejku (pant), naproti němu je zasouvací pružný závěr (šnapr). Některé africké kmeny navlékají pevné náhrdelníky dětem, takže se nedají sejmout, a jak děti dorůstají, přibývají další a další kruhy, které pak drží hlavu pevně vzpřímenou.
Náhrdelníky z mušlí a jiných drobných předmětů, navlečených na řemínku nebo šňůrce, patří k nejstarším šperkům vůbec. Nejstarší zachované zbytky, provrtané mušle nebo zvířecí zuby, jsou až 100 tisíc let staré. Z předhistorické doby známe také barevné korálky z pálené hlíny a později ze skla, které se navlékaly a nosily jako náhrdelníky.
Už ve starověku se nosily šňůry perel, buď zhruba stejně velikých, nebo uspořádaných podle velikosti. Od středověku se objevují červené a růžové korále, buďto broušené nebo v přirozeném tvaru úlomků. Perly i korále však byly velmi drahé a nejrozšířenější byly „korále“ skleněné, které v poslední době nahrazují výlisky z umělých hmot.
Zvláštním druhem náhrdelníku jsou ozdobné kovové řetězy a řetízky, na něž se navlékají různé přívěsky, medailony a plakety, někdy i k rituálním účelům. Samostatné ozdobné řetězy jako náhrdelníky mohou mít jednoduchá oka, ale mohou být i daleko složitější. Velmi oblíbené byly ve 20. století tzv. waleské řetězy, které vypadají jako kroucená šňůra, vyrábějí se ale z dutých kruhových oček, vždy po dvou k sobě spájených.

## Historie náhrdelníků
Náhrdelníky se lidstvo zdobí odpradávna. První šperky tohoto typu jsou doloženy už v raných uměleckých projevech druhu homo sapiens z období mladšího paleolitu, tedy zhruba v období 40 000 až 10 000 př. n. l.

### Počátky šperkařství v pravěku
V té době ovšem ještě nesloužily primárně ke zdobení těla, ale byly hlavně předmětem lovecké magie. K výrobě se používaly přírodní materiály – jantar, mušle, zvířecí zuby či obyčejný kámen, který se zdobil geometrickými ornamenty. Doba bronzová (2300 – 800 let př. n. l., hovoříme-li o střední Evropě) a železná (cca 750 př. n. l. – přelom letopočtu) přinesly do pojetí šperků revoluční změnu. Začaly se používat kovy. Mj. již v této době svoje uplatnění při výrobě šperků začíná nacházet zlato. Takovéto využití se přímo nabízelo: zlato je jednak velmi vzácné a jednak i příliš měkké na výrobu zbraní, ale přitom vhodné pro jemnou řemeslnou výrobu. Jak potvrzují četné archeologické nálezy, na výši byli v tomto směru zejména Keltové.

### Co přinesl starověk
Velmi dobrou znalost šperkařského řemesla lze doložit též ve starověkém Egyptě (cca 5300 př. n. l. – 313 n. l.). Současně lze i soudit dle luxusních předmětů na vysokou životní úroveň panovníků. Typickým artefaktem v hrobkách byl takzvaný pektorál. Což byl široký, barevný a mimořádně propracovaný a nádherně zdobený náhrdelník. Většinou měl tvar obdélníku a vyráběl se z drahých kovů a kamenů.
Tehdejší zlatníci už ovládali tzv. techniku přihrádkového emailu a uměli si poradit také s granulováním. Tento postup spočíval v připevňování drobných zlatých kuliček k podkladu. Zástupci vyšších společenských vrstev starověkého Egypta, a to jak muži, tak i ženy, se museli spokojit s jinými šperky, než byly ty z drahých kovů vyhrazené pouze vladařům. Jakýmsi typickým odznakem této sociální třídy byl nákrčník vytvořený z několika řad korálků. Zpracování zlata povýšili Řekové i starověcí Římané. Antika (800 př. n. l. – 6. století n. l.) současně přinesla i novinku v podobě zdobení zlatých náhrdelníků pomocí osazování drahými kameny. Většinou měl ale náhrdelník podobu několika řetízků a zdobil se mincemi s portrétem císaře, případně medailonem. Šperky v tomto období nosily převážně ženy.

### Středověké šperkařství
Výroba náhrdelníků má svou tradici i v českých zemích raného středověku od (cca 550 -1197). V období Velké Moravy se objevují zlaté a stříbrné šperky zdobené velmi jemnými technikami, například filigránem, granulováním či odléváním do kadlubu. U těchto skvostných výtvorech zručných řemeslníků si můžeme všimnou nezanedbatelného vlivu byzantských vzorů. Náhrdelníky se v té době také často vyráběly z drobných skleněných perel. Techniku barevného skla zvládali již Féničané a Egypťané, tehdy však ještě nebylo známo nynější foukané sklo. Pro románské období (cca od 11. do 1. pol. 13. století) je vedle dutých kovových kuliček zpracovaných technikou filigránu stejně tak typické uplatnění jantaru. Ten neměl funkci původně dekorativní, ale spíše náboženskou. Chránil před chorobami, které se v tomto období vyskytovaly poměrně hojně. Středověk rovněž objevuje korále, a to nejčastěji v červené nebo růžové barvě. Ponechávaly se jednak v přirozeném tvaru, případně se upravovaly do žádoucí podoby broušením. Pravé perly byly méně obvyklé; důvod je nasnadě – jejich velmi vysoká cena. 

### Od novověku do současnosti
Zpočátku se ubíralo šperkařství cestou spíše nábožensky pojatých předmětů, obrat v tomto směru přinesla až renesance (od 14. do 17. století). Tato éra se spíše než k Bohu obrací k člověku. Renesanční umělci tak vytvářejí nádherné zdobné klenoty, které osazují perlami nebo opracovanými drahými kameny (diamanty či rubíny). Zástupci nejvyšší a nejmajetnější společenské vrstvy nosili perlové náhrdelníky nebo masivní zlaté řetězy. Poprvé se v 16. století objevují hodinky, které se nosí na řetízku kolem krku, což přetrvává až do období baroka. V baroku (17. a 18. století) na oblibě nabývá skleněná bižuterie a granáty.
19. století znamenalo v historii šperků velký zvrat. S érou biedermeieru (1815 – 1848) přicházejí četné napodobeniny. Ozdoby tak přestaly být výsadou pouze majetnějších. Díky strojové výrobě a mnoha levnějším materiálům jako celuloid nebo broušené sklo si je může dovolit prakticky každý. A to přesto, že secese (1890 – 1910) se na pár okamžiků vrátila k výrazné zdobnosti, aby ji ve 20. a 30. letech 20. století vystřídala spíše stylová čistota a užívání kovů v kombinaci s materiály jako je onyx, achát či nefrit. Postmoderní přístup k umění, který se nevyhnul ani šperkařství, završuje druhá polovina 20. století a rebelující punk. Vyznavači tohoto směru nosí na krku zavěšené žiletky či zavírací špendlíky (i z nich se paradoxně později vyvinuly nádherné drahé šperky), případně „psí obojky“.

## Galerie

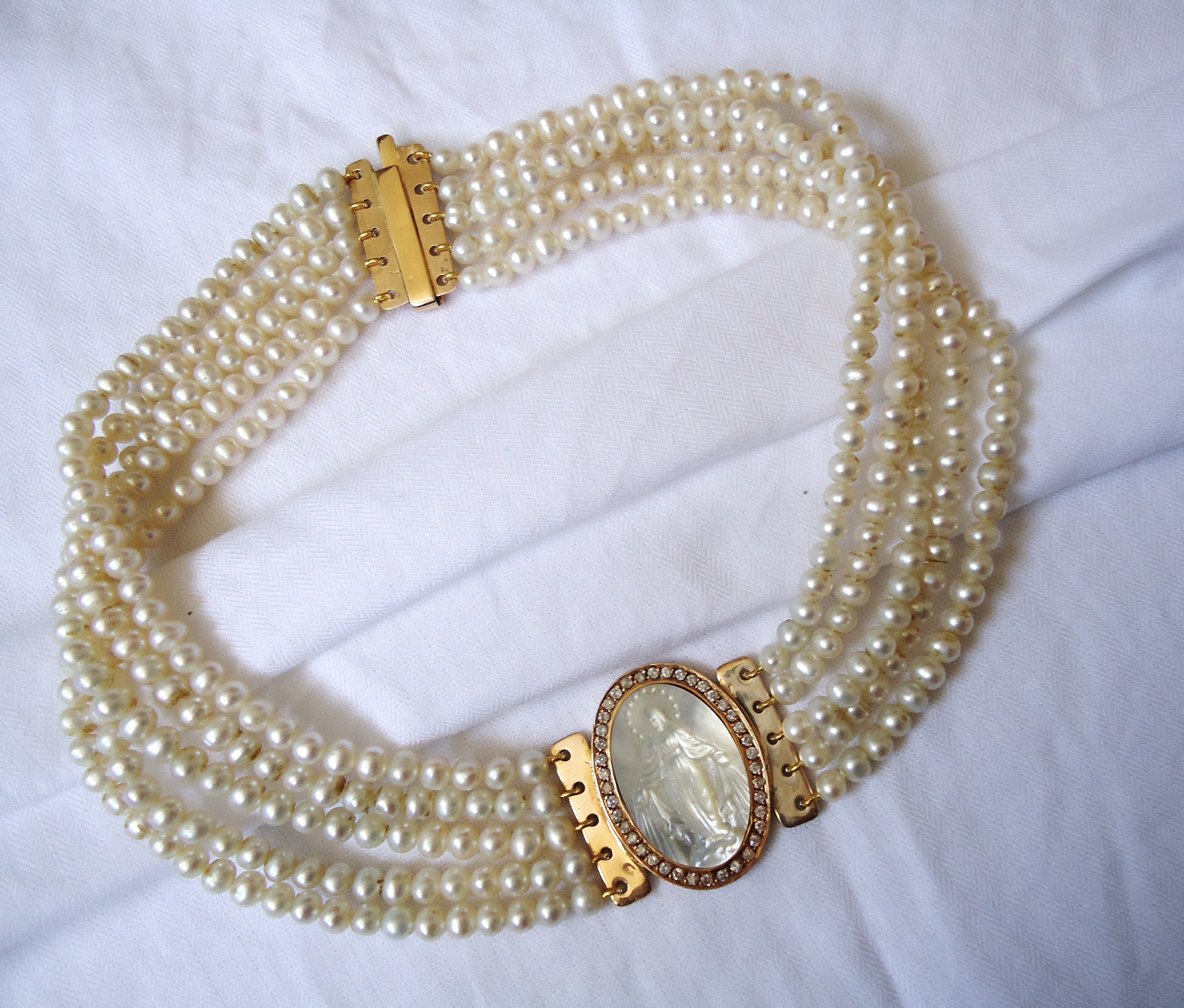
Perlový náhrdelník s kamejí osazenou diamanty
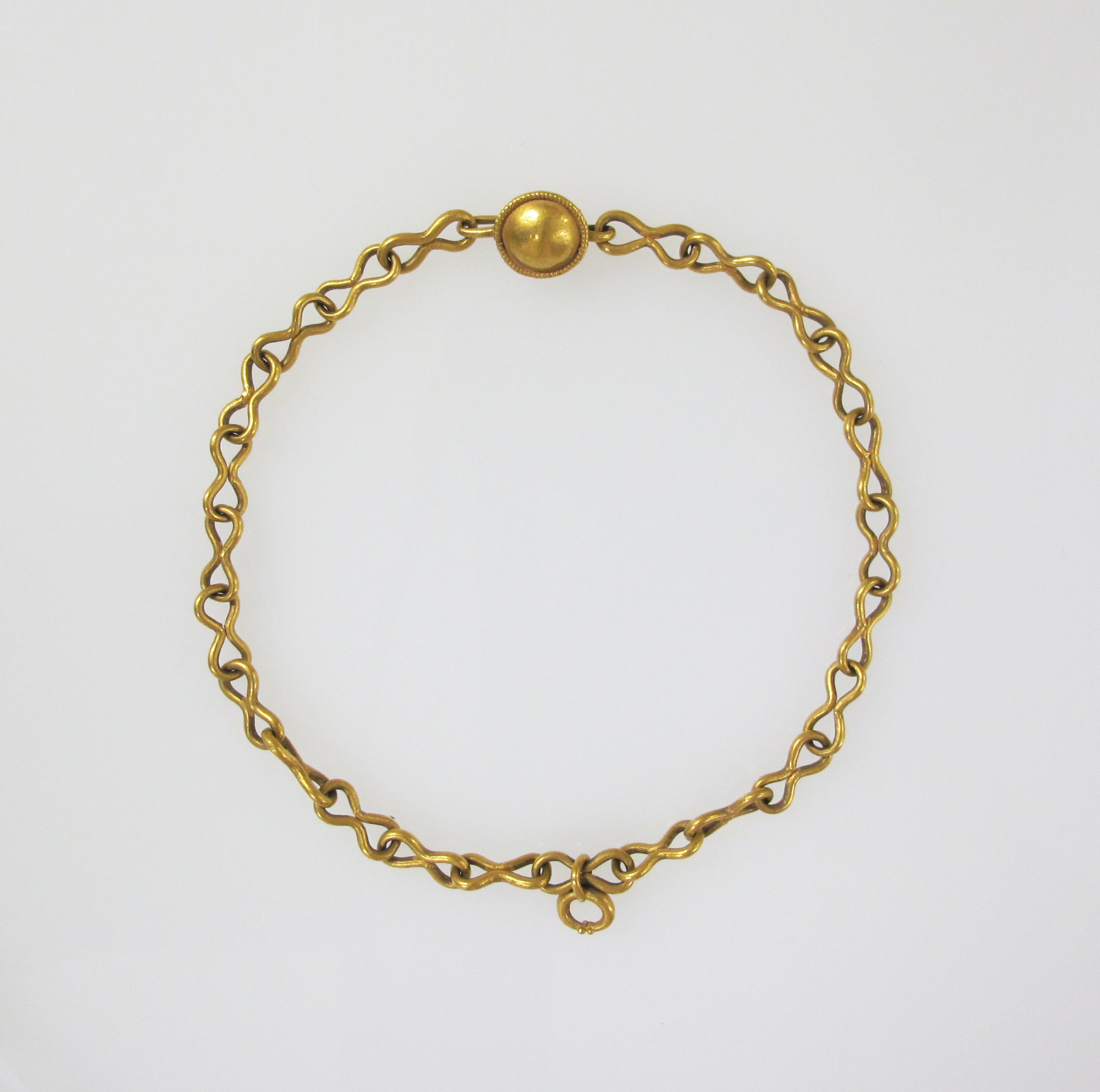
Zlatý řetízek, 1. století
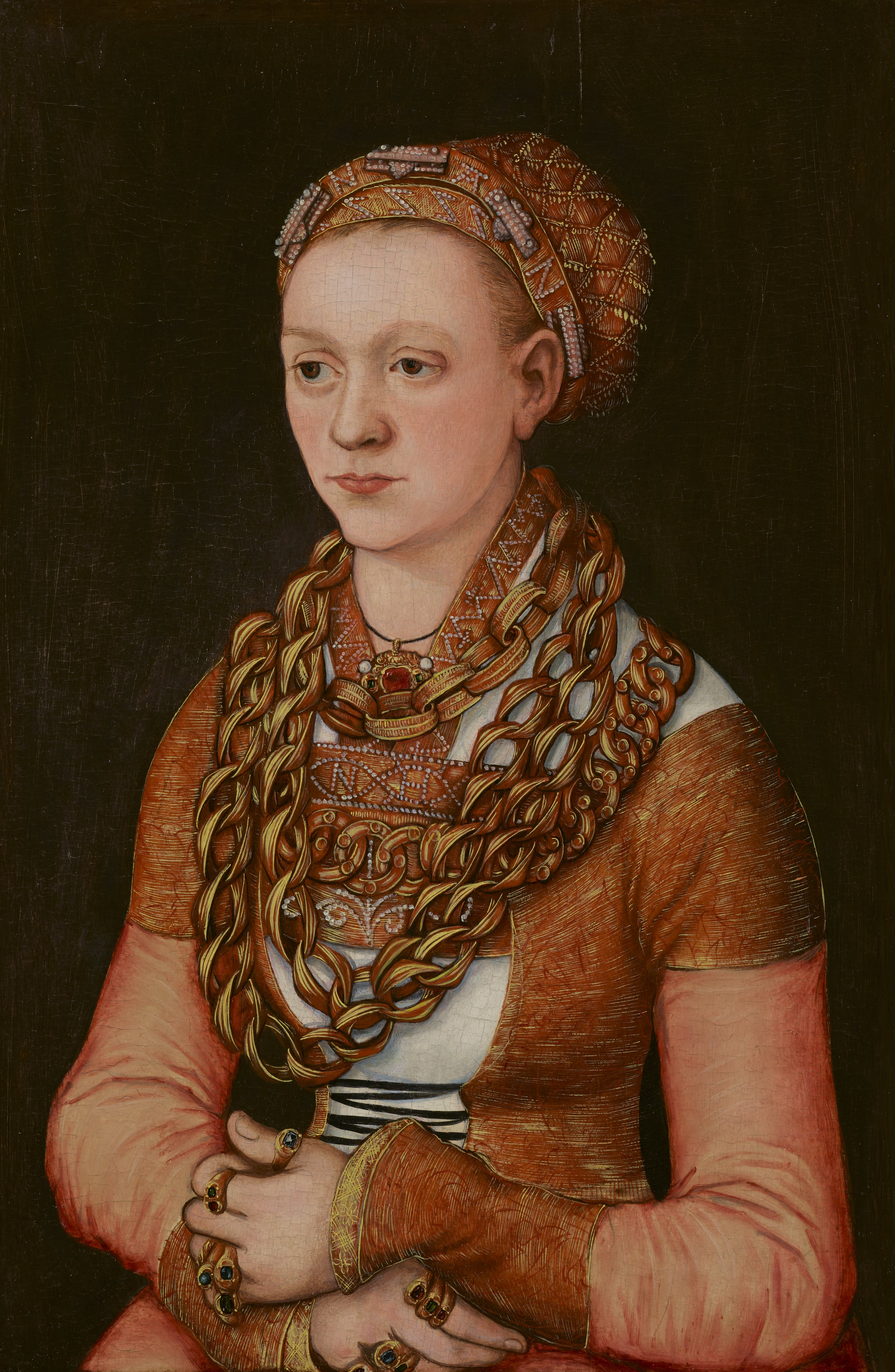
Řetěz z hoblin (kolem 1520)
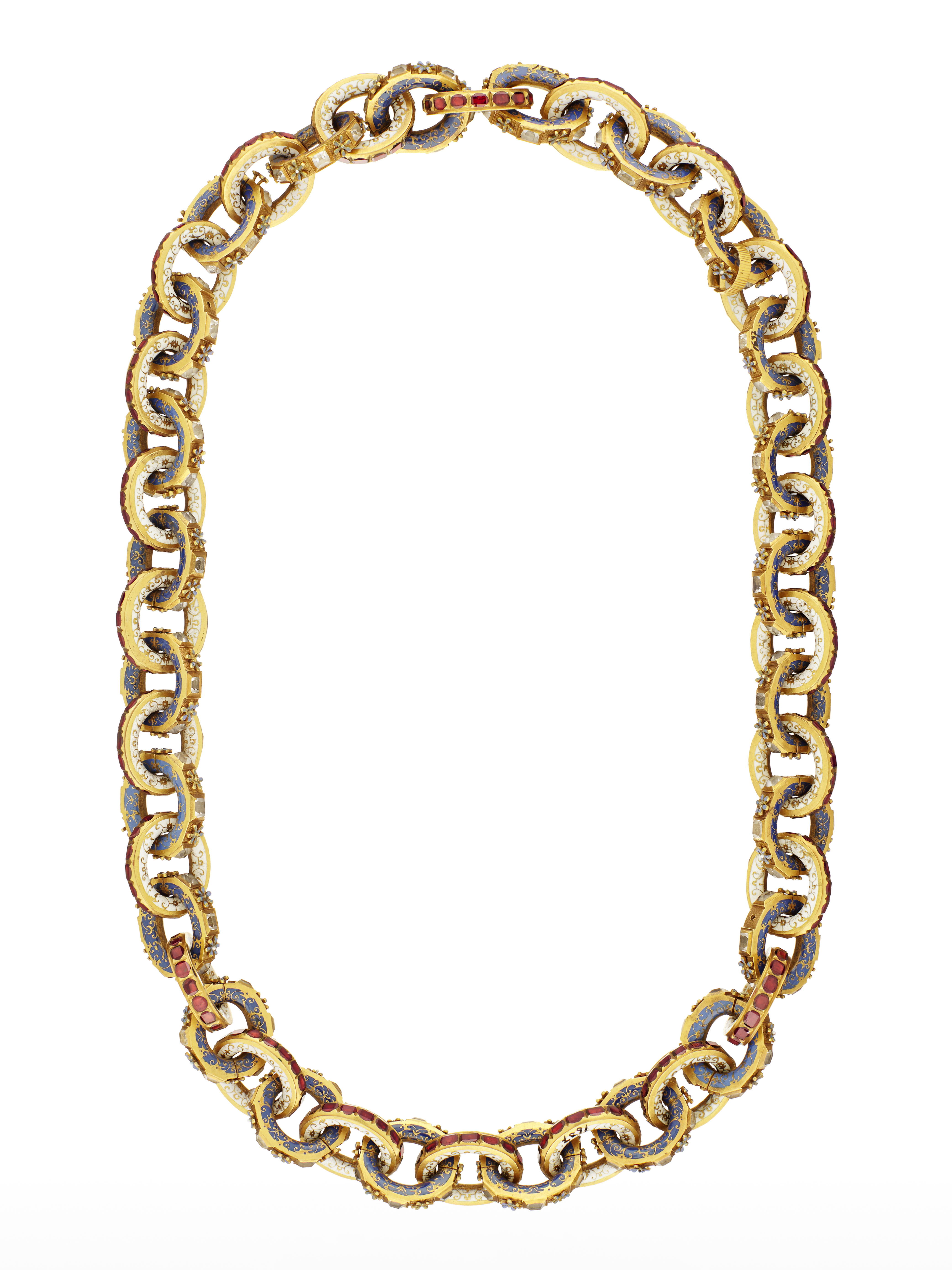
Zlatý řetízek osazený drahokamy, konec 16. století
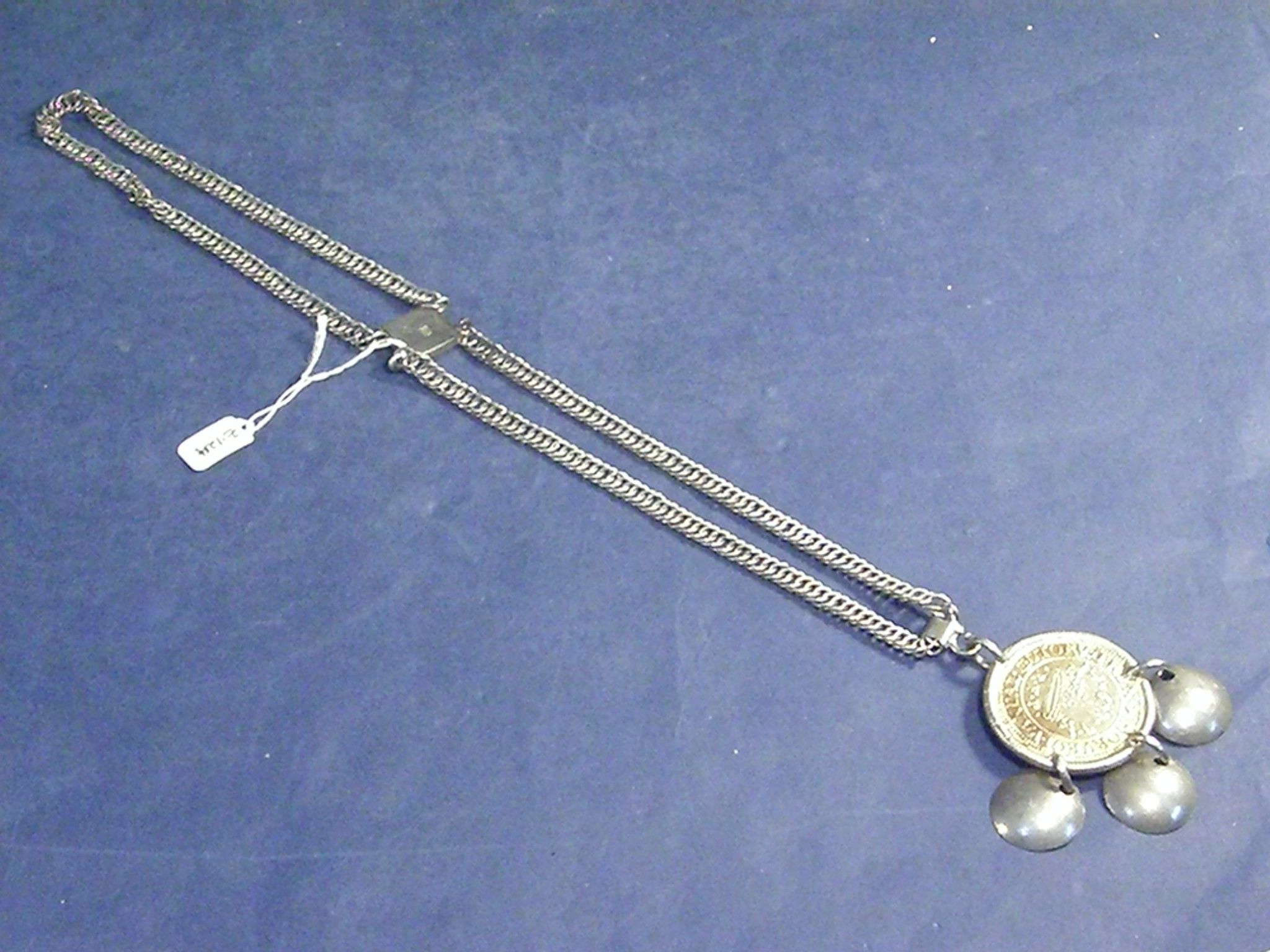
Stříbrný řetízek, před rokem 1885
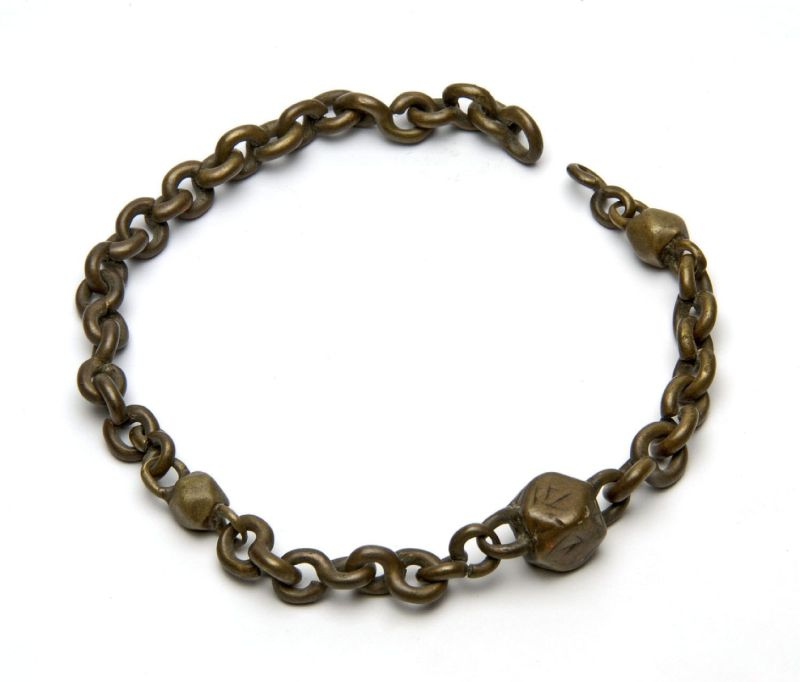
Mosaz, dětský řetízek, před 1931
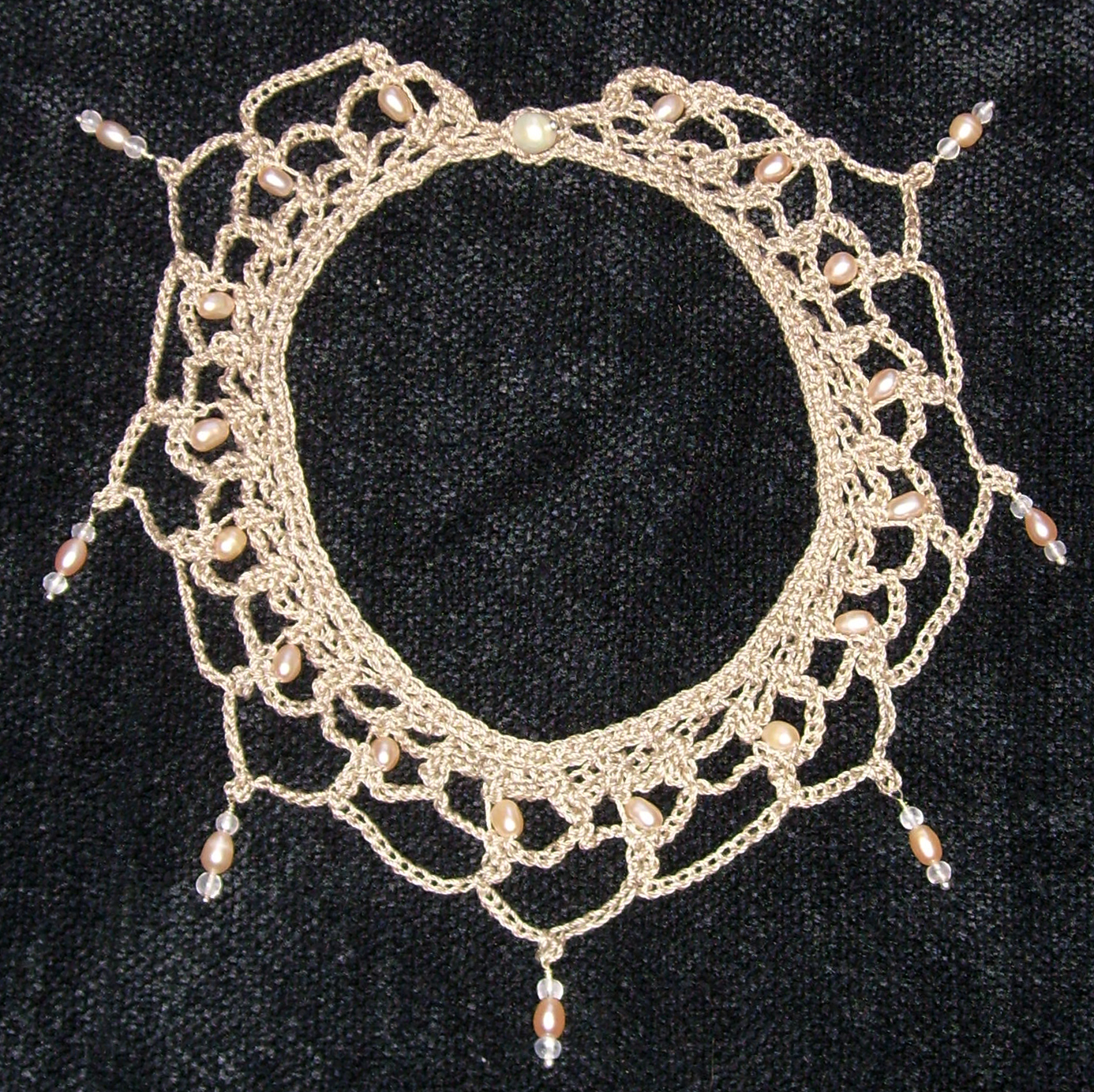
Háčkovaný náhrdelník (bavlna) se sladkovodními perlami